# Hänsel și Gretel (operă)

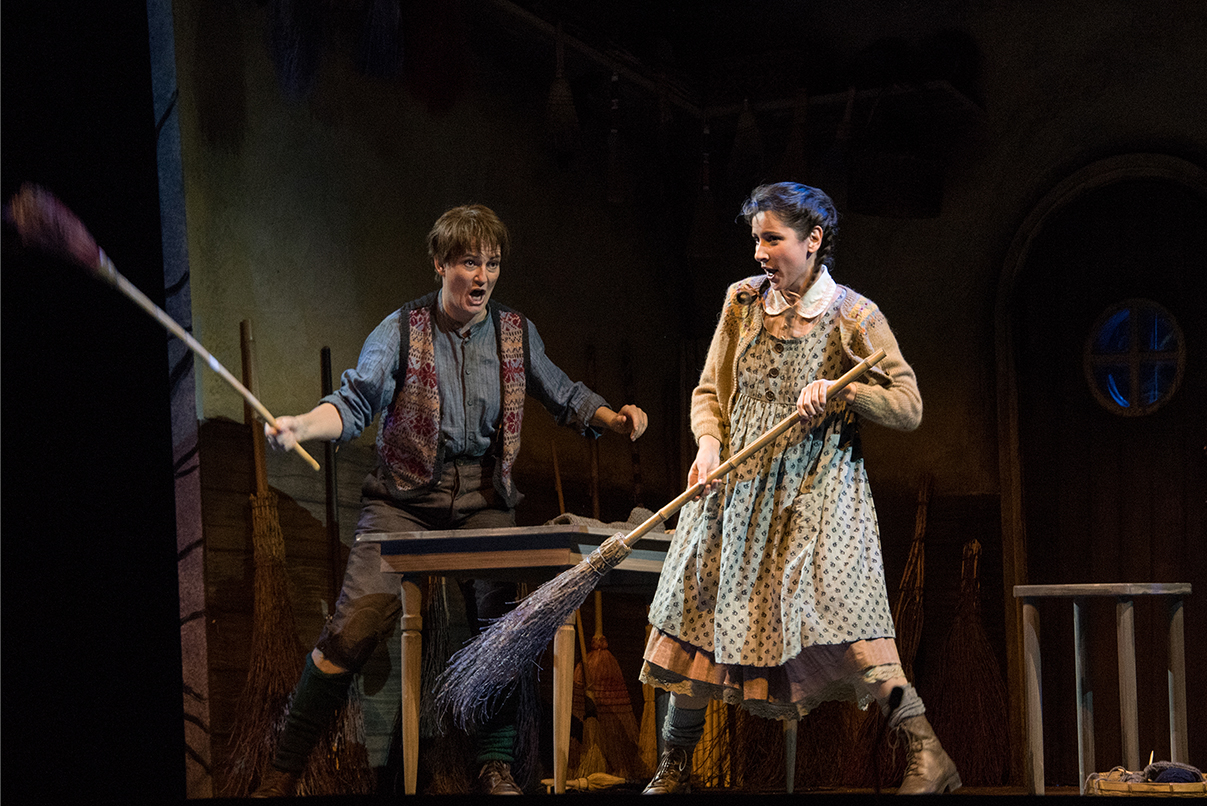
Scenă de la Opera de Stat din Viena, 2015

Hänsel și Gretel este o operă creată după basmul fraților Grimm. Pe libretul adaptat de sora sa Adelheid Wette, compozitorul Engelbert Humperdinck a compus muzica operei omonime (basm muzical), a cărei premieră a avut loc la data de 23 decembrie 1893 la Weimar (Germania).